# Liga de Campeones Femenina de la CAF
La Liga de Campeones Femenina de la CAF (en francés: Ligue des Champions Féminine de la CAF) es una competición anual de clubes femeninos de fútbol, la más importante a nivel clubes en el continente Africano.
El torneo es organizado por la CAF e involucra a los mejores clubes femeninos de África. Es la contraparte femenina de la Liga de Campeones de la CAF.

## Historia
El 30 de junio de 2020 se aprobó por la Junta Ejecutiva de la CAF la creación de la Liga de Campeones Femenina de la CAF. El torneo se lanzará en 2021.

## Formato
El formato de la primera edición verá a los campeones de cada una de las seis Zonas CAF jugar por un lugar en la competencia. A ellos se unen los locales y una entrada comodín. El torneo luego se jugará en dos grupos de cuatro equipos.

## Historial
| Temporada | Campeón           | Resultado | Subcampeón        | Estadio                               |
| --------- | ----------------- | --------- | ----------------- | ------------------------------------- |
| 2021      | Mamelodi Sundowns | 2–0       | Hasaacas Ladies   | 30 de Junio, El Cairo                 |
| 2022      | AS FAR            | 4–0       | Mamelodi Sundowns | Estadio Moulay Hassan, Rabat          |
| 2023      | Mamelodi Sundowns | 3–0       | SC Casablanca     | Amadou Gon Coulibaly Stadium, Korhogo |
| 2024      | TP Mazembe        | 1–0       | AS FAR            | Ben M'Hamed El Abdi, El Yadida        |
| 2025      |                   |           |                   |                                       |